# Anita Göransson
Ragnhild Anita Göransson, född 24 juni 1943 i Stockholm, är en svensk ekonomisk historiker.
Göransson, som är dotter till civilingenjör Sven H. Göransson och lärare Margot Wahlström, blev filosofie kandidat och filosofie magister i Lund 1970. Hon började doktorera i ekonomisk historia med särskild inriktning på kvinnoforskning i Umeå 1982, blev filosofie doktor där 1989 på avhandlingen Från familj till fabrik: teknik, arbetsdelning och skiktning i svenska fabriker 1830–1877, docent där 1992, professor i kvinnohistoria vid Göteborgs universitet 1996 och professor i genus, ekonomisk förändring och organisation vid Göteborgs och Linköpings universitet 2006.
Göransson var medlem av tidskriften Zenits redaktion 1973–1982 och medverkade vid startandet av Forum för kvinnliga forskare och kvinnoforskning i Lund 1978. Hon startade Kvinnovetenskaplig tidskrift (tillsammans med Karen Davies och Anna Lena Lindberg), var redaktionsmedlem där 1979–1981 samt var ansvarig utgivare 1983–1987 och 1998. Hon har författat skrifter inom områdena könsteori och kvinnoarbete.